# Cord
Cord – dawne amerykańskie przedsiębiorstwo branży motoryzacyjnej zajmujące się produkcją samochodów osobowych, z siedzibą w Connersville, w stanie Indiana.
Przedsiębiorstwo zostało założone w 1929 roku przez Erretta Lobbana Corda i istniało do 1937 roku.

## Modele
- Cord L-29
- Cord 810
- Cord 812
- Cord Beverly